# Hassel (Weser)
Hassel (Weser) ist eine Gemeinde im Landkreis Nienburg/Weser in Niedersachsen. Sie gehört zur Samtgemeinde Grafschaft Hoya.

## Geografie

### Geografische Lage
Hassel liegt zwischen dem Naturpark Wildeshauser Geest und dem Naturpark Steinhuder Meer ungefähr in der Mitte zwischen Bremen und Hannover an der Weser. Der Ort liegt in der Wesermarsch auf einem Geestrücken, der Hassel schon vor einigen Hochwassern der Weser geschützt hat.

### Ausdehnung des Gemeindegebiets
Nördlich an Hassel grenzt Barme-Drübber und somit der Landkreis Verden, wobei der Ortsteil Jübber noch zu Hassel zählt. Ferner gehören Rübeland, Heidhüsen und Teile der Hämelheide zum Ort und grenzen an Dörverden, ebenfalls Landkreis Verden. Während die Gemeindegebiete im Süden durch Eystrup und Hämelhausen begrenzt werden, umfasst der Ort das Naturschutzgebiet Alhuser Ahe und stößt erst östlich von Hoya am Wiedesee an die zugehörige Stadtgrenze.
Ein weiterer Besitz der Gemeinde Hassel ist der Hasseler Bruch nördlich des Hämelsees.

## Geschichte

### Herkunft des Ortsnamens
Alte Bezeichnungen des Ortes sind um 1091 Hasela, 1265 Hasle, um 1270 Haslo und um 1359 Haßle.
Mittelniederdeutsch hasel/hassel=Haselstrauch; da in beiden Namen das alte -loh enthalten ist. Sie bedeuten also (Siedlung) bei Haselgehölz. Der Marktfelder Pastor Twele schrieb 1906: „Es wird bemerkt, dass der Name Hassel häufig vorkommt. Der Hassel, so hießen alle Gerichtsstätten nach ihrer durch Haselstäbe gebildeten Einfriedung; es wäre also auch möglich, dass Hassel - Twele bezieht sich hier auf Hassel bei Hoya- eine solche Gerichtsstätte gewesen wäre, wie zum Beispiel der Hassel bei Lühnde, unweit Hannover. Diese Vermutung wird um so mehr dadurch bestätigt, als in späterer Zeit eine Richtstätte für Verbrecher bei Hassel war.“
Die Worte sollten vielleicht durch den Hinweis ergänzt werden, dass im Mittelalter die Haselrute als Richterstab diente, und durch die Erinnerung an die alte Redensart: „über jemanden den Stab brechen“.

### Einwohnerentwicklung
| Jahr      | 1952 | 1957  | 1962  | 1967  | 1987  | 1992  | 1997  | 2002  | 2007  | 2012  | 2017  |
| --------- | ---- | ----- | ----- | ----- | ----- | ----- | ----- | ----- | ----- | ----- | ----- |
| Einwohner | 401  | 1.214 | 1.239 | 1.368 | 1.542 | 1.719 | 1.811 | 1.873 | 1.852 | 1.784 | 1.791 |

(jeweils zum 31. Dezember)

## Politik
Bis Ende 2010 gehörte die Gemeinde der Samtgemeinde Eystrup an, die ihren Verwaltungssitz in der Gemeinde Eystrup hatte. Im Zuge der Fusion der Samtgemeinden Eystrup und Grafschaft Hoya gehört die Gemeinde Hassel seit 1. Januar 2011 der Samtgemeinde Grafschaft Hoya an.

### Gemeinderat
Der Gemeinderat aus Hassel setzt sich aus 11 Ratsfrauen und Ratsherren (einschließlich Bürgermeister) zusammen. Die Ratsmitglieder werden durch eine Kommunalwahl für jeweils fünf Jahre gewählt.
Bei der Kommunalwahl 2021 ergab sich folgende Sitzverteilung:
- Unabhängige Wählergemeinschaft Hassel (UWGH): 11 Sitze

### Bürgermeister
Der Bürgermeister ist Heiko Lange.

### Wappen
Beschreibung:
Auf grünem Grund ist ein silberner Kranichhals mit goldenem Schnabel zwischen goldenen Waagschalen abgebildet. Links über der Waage sieht man eine goldene Haselnuss in silbernem Fruchtbecher, während auf der rechten Seite eine silberne Rose mit goldenen Butzen zu sehen ist.
Begründung:
Der Name Hassel leitet sich vom Haselstrauch ab (denn Hassel hieß vorher Hasel), der in der germanischen Zeit dem Gott Wotan geweiht war und auf das Vorhandensein von ebensolchen Sträuchern im Gebiet von Hassel in der Vergangenheit schließen lässt.
Die Waage symbolisiert Hassels Richtstätte „Poena Talionis“ (an der L330 Richtung Hoya an der Ortsausfahrt), an der noch bis 1846 hingerichtet wurde und die Jahrhunderte Bestand hatte.
Die Rose sowie der Kranich im Wappen gehen auf ein Herrengeschlecht zurück (1219 wurde Ritter Ludolf von Hassel genannt), das lange an diesem Ort residierte.

### Gemeindepartnerschaften
Seit 1987 besteht eine Partnerschaft mit der Gemeinde Kirchehrenbach in Oberfranken in Bayern.

## Kultur und Sehenswürdigkeiten

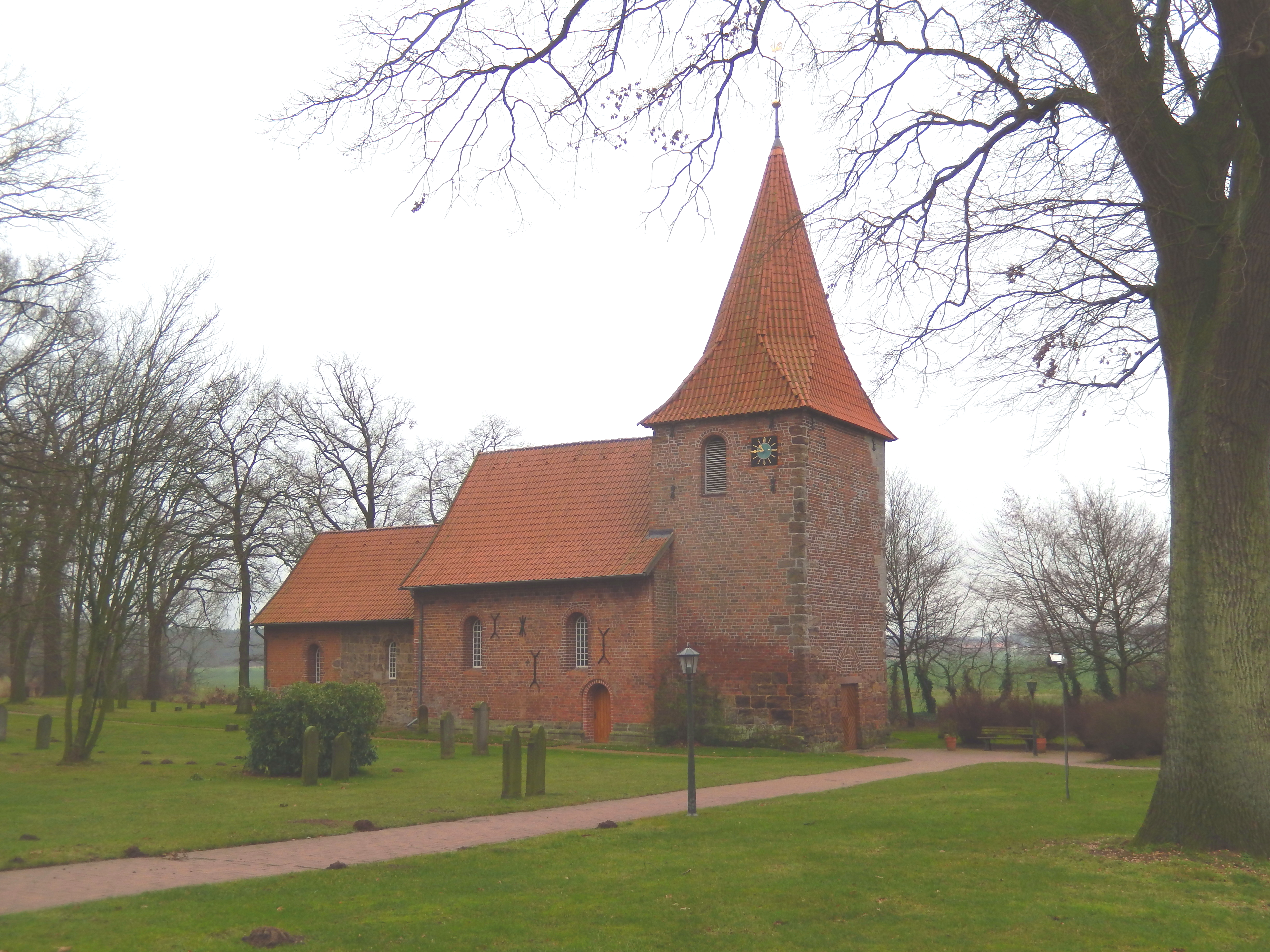
St. Cosmae et Damiani

### Bauwerke
- Evangelisch-lutherische Kirche St. Cosmae et Damiani zu Hassel aus Backsteinen und großformatigen Sandsteinquadern, zu einem großen Teil aus dem 12./13. Jahrhundert; 929 wurde eine Kirche erstmals urkundlich erwähnt.
- Windmühle Hassel von 1881 als erhaltener Mühlenstumpf
- Freistehende Kohlscheune (Hassel) in Fachwerk an der Ostermeierstraße
- Spritzenhaus von 1796 in Fachwerk

### Gedenksteine
Richtstätte am Ortsausgang Richtung Hoya.
Die Hinrichtung des Jacob Meyers war das letzte Todesurteil, das auf der Hasseler Richtstätte vollzogen wurde. An den historischen Ort, der seit 1698 zum Strafvollzug genutzt worden war, erinnert ein Gedenkstein. Mit der letzten Hinrichtung 1846 endete auch die Ära von Scharfrichter Fröhlich.

### Naturdenkmäler
Im Naturschutzgebiet Alhuser Ahe, einem Auwaldgebiet (26 ha) zwischen Hassel und Hoya, blüht Ende März/Anfang April der Lerchensporn weiß und violett. Die Alhuser Ahe gehört politisch zur Gemeinde Eystrup.

### Sport
Hassel hat den Sportverein TSV Hassel von 1923 mit über 600 Mitgliedern. Er verfügt über folgende sportliche Einrichtungen:
- zwei Sportplätze mit Flutlichtanlagen
- drei Tennisplätze mit Vereinsheim
- Turnhalle
- Mini-Kunstrasen-Fußballplatz

## Verkehr

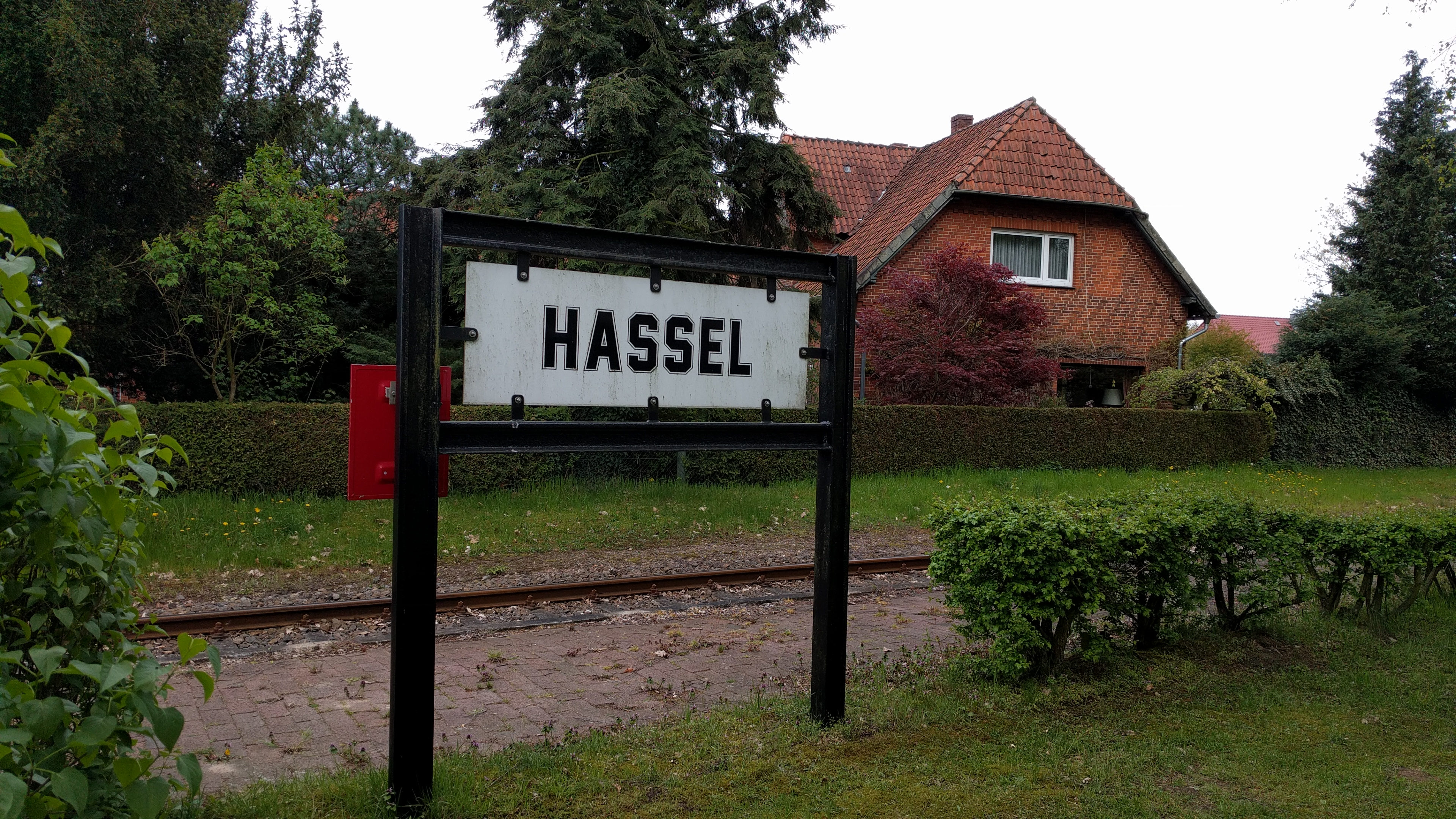
Bahnhof Hassel an der Kleinbahnstrecke Eystrup-Syke

Die Gemeinde liegt direkt an der Bundesstraße 215 die von Nienburg/Weser nach Verden (Aller) führt.
Ebenfalls durch Hassel führt die L 330 und die Kleinbahnstrecke Eystrup-Hoya-Syke.

## Söhne und Töchter der Gemeinde
- Georg Hartwig (1840–1927), lutherischer Theologe, Abt zu Loccum
- Heinrich Precht (1852–1924), Chemiker und Mineraloge